# Haymana
Haymana ist ein Landkreis und eine Teilgemeinde der türkischen Provinz/Großstadtgemeinde Ankara. Seit der Gebietsreform 2013 ist der Landkreis einwohner- und flächenmäßig identisch mit der Kreisstadt, die ehemaligen 67 Dörfer (zusammengefasst in zwei Bucaks: Merkezi und Yenice bucağı) des Landkreises wurden zu Stadtteilen (Mahalles) der Großstadtgemeinde Ankara. Ebenso wurden die Stadtgemeinden (Belediye) Balçıkhisar (Einwohner 2012: 916 / 2020: 1227 Einw.), Bumsuz (941 / 886), Çalış (767 / 977), Yenice (2377 / 4848) und Yurtbeyli (1220 / 1279) in fünf Mahalle umgewandelt. Gleichzeitig wurde die so neu gebildete Gemeinde in die Großstadtgemeinde Ankara eingegliedert, die seitdem die gesamte Provinz Ankara umfasst.

## Etymologie
Der Name Haymana wird volksetymologisch auf eine historisch nicht fassbare Großmutter Osmans I. Hayme Ana (Mutter Hayme) zurückgeführt.

## Geschichte
Archäologische Ausgrabungen zwischen 1938 und 1990 brachten die Stätte Gâvur Kalesi zu Tage. Die hethitische Festung liegt beim Dorf Dereköy. Andere Tumuli bei Türkhöyük und dem Dorf Oyaca zeigen, dass das Gebiet seit der Zeit der Hethiter bewohnt war.
Nach der römischen und byzantinischen Herrschaft fiel Haymana 1127 an die Seldschuken. Nach der Schlacht vom Köse Dağ war es vorübergehend Teil des Ilchanats. Mitte des 14. Jahrhunderts wurde Haymana von den Osmanen annektiert. Nach einer kurzen Herrschaft der Timuriden fiel Haymana wieder an die Osmanen und blieb bis zur Gründung der Türkei 1923 Teil des Osmanischen Reiches.

## Bewohner
Die Bevölkerungsmehrheit in Haymana stellen die Kurden dar, die wahrscheinlich im 17. Jh. hierher angesiedelt wurden. Außergewöhnlich unter einem Teil der Kurden ist, dass sie Leki sprechen, was man sonst nur im Iran findet.
Als Kreisstadt hatte Haymana Ende 2012 8970 Einwohner in 5 Mahalles, ein Jahr später 42.566 Einwohner in nun 77 Mahalles. Bis auf einen Anstieg 2018 nahm die Einwohnerzahl der Stadt kontinuierlich ab.